# أنجيلو كرويل
أنجيلو كرويل (بالإنجليزية: Angelo Crowell)‏ هو لاعب كرة قدم أمريكية أمريكي، ولد في 16 أغسطس 1981 في وينستون-سالم في الولايات المتحدة.

## وصلات خارجية
- أنجيلو كرويل على موقع مرجع كرة القدم المحترفة.كوم (الإنجليزية)
- أنجيلو كرويل على موقع JustSportsStats.com (الإنجليزية)